# Æon Spoke
Æon Spoke – progresywno-rockowy zespół z Los Angeles. Został stworzony przez członków grupy Cynic i Death: gitarzystę Paula Masvidala i perkusistę Seana Reinerta, gdy ci przenieśli się do Los Angeles.
W 2005 utwór "Emmanuel" pojawił się w filmie What the Bleep Do We Know!?. Jedna z ich piosenek, "Damaged", pojawiła się w telewizyjnej serii Tajemnice Smallville.

## Dyskografia
- Demo 2000 (2000)
- Æon Spoke EP (2002)
- Above the Buried Cry (2005)[2]
- Æon Spoke (2007)[3]